# Вечерњаци
Вечерњаци (лат. Vespertilionidae) су породица обичних или глатконосих слепих мишева. Припадају подреду малих љиљака (лат. Microchiroptera), а одликују се тиме што што у основи ушне шкољке имају кожни израштај. На носу немају кожне наборе. Вјешти су летачи. Неки мигрирају на југ.

## Карактеристике
Све врсте вечерњака су месоједи тј. хране се инсектима изузев родова Myotis и Pizonyx који се хране рибом и већих врста Nictalus рода које хватају мале птице. За лов и уопштено орентацију користе ехолокацију помоћу које добијају информације о спољашњој средини а при обради тих информација од велике су користи веома дугачке и широке уши. Уши су велика предност ових врста јер помоћу њих разликују разне типове сигнала или из извлаче. Због проширених крила до доњих удова, могу да користе разне технике летења. Реп им је упакован у patagium ( интерфеморалну мембрану ) која им уствари помаже да постигну подизање крила приликом лета. 
Насељавају разна места, као што су нпр. шупљине дрвећа, пукотине стена, пећине или било какав облик склоништа који је мало завучен или скривен. По питању групација које стварају, могу да живе и као саме индивидуалне јединке или у колонијама које су многобројне чак и до неколико милиона јединки. Да би избегли у умереним пределима хладне зиме користе вид хибернације а у тропских деловима естивацију која је слична хибернацији само се овде избегавају превисоке температуре и одвија се лети.

## Систематика
Спадају у подред Microchiroptera те су тиме и одвојени од летећих лисица које спадају у Megachiroptera. Према молекуларним подацима, Vespertilionidae  су се одвојиле од Моlossidae још у периоду раног еоцена. 
Породица Vespertilionidae је подељена у 4 подфамилије : Vespertilioninae, Myotinae, Kerivoulinae и Murininae. Сматра се да су сви међусобно обједињени неким заједничким карактеристикама, али опет постоје мале нијансе у којима варирају и према којима су врсте распоређене у ове подфамилије.